# Богатое (Крым)
Бога́тое (до 1945 года Бахчи́-Эли́; укр. Багате, крымскотат. Bağça Eli, Багъча Эли) — село в Белогорском районе Республики Крым, центр Богатовского сельского поселения (согласно административно-территориальному делению Украины — Богатовского сельского совета Автономной Республики Крым).

## Население
| 1805 | 1864 | 1887 | 1892 | 1897 | 1902 | 2001  |
| ---- | ---- | ---- | ---- | ---- | ---- | ----- |
| 109  | ↗216 | ↗383 | ↘360 | ↗538 | ↗587 | ↗1062 |
| 2014 |      |      |      |      |      |       |
| ↘973 |      |      |      |      |      |       |

Всеукраинская перепись 2001 года показала следующее распределение по носителям языка
| Язык             | Процент |
| ---------------- | ------- |
| русский          | 53.39   |
| крымскотатарский | 39.36   |
| украинский       | 6.59    |
| другие           | 0.18    |

## Современное состояние
На 2017 год в Богатом числится 18 улиц и 5 переулков; на 2009 год, по данным сельсовета, село занимало площадь 161 гектар на которой, в 392 дворах, проживало 1057 человек. В селе действуют средняя общеобразовательная школа, детский сад «Родничок», сельский Дом культуры, библиотека-филиал № 2, амбулатория общей практики семейной медицины, отделение Почты России, имеется автостанция, через которую Богатое связано со многими городами Крыма и Кубани, а также сёлами Крыма.

## География
Село Богатое находится на востоке района, на северной окраине Внутренней гряды Крымских гор, в котловине, образованной стыком долин Кучук-Карасу и его правого притока Ташлыксу. Высота центра села над уровнем моря — 277 м. Соседние сёла: Мелехово и Русское — менее километра, соответственно, к востоку и северо-востоку, Лечебное — примерно в 1,5 км ниже по долине и Горлинка с Черемисовкой — в 1,5 и 2 км к югу и юго-западу. Расстояние до райцентра — около 15 километров (по шоссе), расстояние до железнодорожных станций Симферополь и Феодосия — примерно 58 километров. Транспортное сообщение осуществляется по региональной автодороге 35К-003 Симферополь — Феодосия (по украинской классификации — P-23).

## История
Время основания села неизвестно, возможно, это XI—XII века — время массовой эмиграции армян в Крым после вторжения турок—сельджуков в Армению — от тех времён сохранились остатки церкви Сурб Егия (арм. Սուրբ Եղիա, Ильинская церковь) — объект культурного наследия федерального значения и памятник архитектуры Республики Крым. Крымский историк А. И. Маркевич приводит данный с надписью ни камне из храма, на которой читался 1583 год (1031 год армянского календаря).
Первое документальное упоминание села встречается в Камеральном Описании Крыма… 1784 года, судя по которому, в последний период Крымского ханства Бакче-Эли входил в Ширинский кадылык Кефинского каймаканства. После присоединения Крыма к России (8) 19 апреля 1783 года, (8) 19 февраля 1784 года, именным указом Екатерины II сенату, на территории бывшего Крымского Ханства была образована Таврическая область и деревня была приписана к Левкопольскому, а после ликвидации в 1787 году Левкопольского — к Феодосийскому уезду Таврической области. После Павловских реформ, с 1796 по 1802 год, входила в Акмечетский уезд Новороссийской губернии. По новому административному делению, после создания 8 (20) октября 1802 года Таврической губернии, Бахчи-Эли был включён в состав Кокташской волости Феодосийского уезда.
По Ведомости о числе селений, названиях оных, в них дворов… состоящих в Феодосийском уезде от 14 октября 1805 года, в деревне Бакче-Эли числилось 19 дворов и 109 жителей, исключительно крымских татар. На военно-топографической карте генерал-майора Мухина 1817 года обозначена деревня Бахчи-Эли с 31 двором. После реформы волостного деления 1829 года Бакчели, согласно «Ведомости о казённых волостях Таврической губернии 1829 года» остался в составе Кокташской волости. На карте 1836 года в деревне 49 дворов, как и на карте 1842 года.
В 1860-х годах, после земской реформы Александра II, деревню приписали к Салынской волости того же уезда. В «Списке населённых мест Таврической губернии по сведениям 1864 года», составленном по результатам VIII ревизии 1864 года, Бакче-Эли — владельческая татарская деревня с 53 дворами, 216 жителями, армянским монастырём и обывательской почтовой станцией при речке Малой Кара-Су. По обследованиям профессора А. Н. Козловского начала 1860-х годов, в селении «…имелась пресная вода в изобилии из горных родников и ручьёв». На трёхверстовой карте Шуберта 1865—1876 года в деревне Бахчи-Эли обозначено 27 дворов. На 1886 год в деревне Бахчи-Эли при речке Карасовке, согласно справочнику «Волости и важнѣйшія селенія Европейской Россіи», проживало 342 человека в 40 домохозяйствах, действовали 2 мечети. Во второй половине XIX века здесь был устроен армянский монастырь св. Ильи, закрытый в 1927 году. В «Памятной книге Таврической губернии 1889 года» по результатам Х ревизии 1887 года записана Бахчи-Эли с 75 дворами и 383 жителями. На верстовой карте 1890 года в деревне обозначено 94 двора с русско-татарским населением.
После земской реформы 1890-х годов деревня осталась в составе преобразованной Салынской волости. По «…Памятной книжке Таврической губернии на 1892 год» в Бахче-Эли, входившем в Коперликойское сельское общество, числилось 360 жителей в 61 домохозяйстве. По Всероссийской переписи 1897 года в деревне Бакчи-Эли числилось 538 жителей, из них 412 крымских татар и 117 православных. По «…Памятной книжке Таврической губернии на 1902 год» в деревне Бахчи-Эли, входившей в Коперликойское сельское общество, числилось 587 жителей в 50 домохозяйствах. На 1905 год в селе было 53 двора с 216 жителями. На 1914 год в селении действовало земское училище. По Статистическому справочнику Таврической губернии. Ч.II-я. Статистический очерк, выпуск пятый Феодосийский уезд, 1915 год, в деревне Бахчи-Эли Салынской волости Феодосийского уезда числилось 103 двора (46 дворов с землёй, 57 — безземельные) с татарским населением в количестве 246 человек приписных жителей и 270 «посторонних», из которых 271 мужчина и 145 женщин. Жители владели 100 десятинами удобной земли. В хозяйствах имелось 120 лошадей, 12 волов, 80 коров и 200 голов овец, свиней, или коз. На 1917 год в селении действовали почтовое отделение, кредитное товарищество.
После установления в Крыму Советской власти, по постановлению Крымревкома от 8 января 1921 года была упразднена волостная система и село вошло в состав вновь созданного Карасубазарского района Симферопольского уезда, а в 1922 году уезды получили название округов. 11 октября 1923 года, согласно постановлению ВЦИК, в административное деление Крымской АССР были внесены изменения, в результате которых округа ликвидировались, Карасубазарский район стал самостоятельной административной единицей и село включили в его состав. Согласно Списку населённых пунктов Крымской АССР по Всесоюзной переписи 17 декабря 1926 года, в селе Бахчи-Эли, центре Бахчи-Элинского сельсовета (каковым село является всю дальнейшую историю) Карасубазарского района (и одноимённом совхозе), числилось 149 дворов, из них 140 крестьянских, население составляло 608 человек, из них 227 греков, 222 татарина, 63 русских, 61 украинец, 30 армян, 2 болгар, 3 записаны в графе «прочие», действовали 2 русско-татарские школы. По данным всесоюзная перепись населения 1939 года в селе проживало 815 человек.
В 1944 году, после освобождения Крыма от фашистов, согласно постановлению ГКО № 5859 от 11 мая 1944 года, 18 мая крымские татары были депортированы в Среднюю Азию, а 20 июня та же участь постигла крымских греков, болгар и армян. 12 августа 1944 года было принято постановление № ГОКО-6372с «О переселении колхозников в районы Крыма», в исполнение которого в район завезли переселенцев: 6000 человек из Тамбовской и 2100 — Курской областей, в том числе и в Бахчи-Эли, а в начале 1950-х годов последовала вторая волна переселенцев из различных областей Украины.
Указом Президиума Верховного Совета РСФСР от 21 августа 1945 года Бахчи-Эли переименовали в Богатое и Бахчи-Элинский сельсовет — в Богатовский. С 25 июня 1946 года Богатое в составе Крымской области РСФСР, а 26 апреля 1954 года Крымская область была передана из состава РСФСР в состав УССР. На 1974 год в Богатом числилось 1005 жителей. По данным переписи 1989 года в селе проживало 608 человек. С 12 февраля 1991 года село в восстановленной Крымской АССР, 26 февраля 1992 года переименованной в Автономную Республику Крым. С 21 марта 2014 года в составе Крыма аннексировано Россией.